# Kína története (televíziós sorozat)
A Kína története (The Story of China) Michael Wood 2016-ban bemutatott hat részes angol dokumentumfilm sorozata.
A történelmi ismeretterjesztő filmsorozatban Michael Wood brit történész, televíziós személyiség időrendi sorrendben halad végig Kína történelmén a kezdetektől napjainkig. Ellátogat a kínai történelem fordulópontjainak helyszíneire, az ősi városokba, Kína több régi és mai fővárosába. Rövid beszélgetésekbe elegyedik kínai tudósokkal, művészekkel, egyszerű járókelőkkel.
Érdekes színfolt a Kínában közkedvelt előadói műfaj, a művészi színvonalú mesemondók rövid, egy-két perces szerepeltetése a kínai történelem néhány legendás epizódjához kapcsolódóan.

## Epizódok
- 1. Ősök (Ancestors)

A mítikus Hszia-dinasztia (Xia-dinasztia). A történetileg igazolható legősibb kínai állam, a Sang-állam (Shang-állam). Az azt követő Csou-dinasztia (Zhou-dinasztia), majd a káosz története. Az un. Tengely Kor, amikor az ógörögöktől a közel-keleten és Indián át Kínáig számtalan máig ható filozófiai iskola született. A hadakozó fejedelemségek korát lezáró Csin-dinasztia (Qin-dinasztia). Elhangzik az a mára közkeletűvé vált tévedés, miszerint Kína európaiak által használt neve ebből a névből származik. A Han-dinasztia, amelynek nevéből a mai kínaiak számára nyelvük, kultúrájuk, népük önmeghatározása származik.
- 2. Selyemútak és kínai hajók (Silk Roads and China Ships)

A Tang-kori Kína története. Fővárosa Hszian (Xi'an) (akkoribanː Csangan (Chang'an )) volt. Hszüan-cang (Xuanzang) Taj-cung császár (Taizong császár) idejében. A Nagy Csatorna. A tea. Akkoriban, a Tang-dinasztia idején Kína a világ GDP-jének 55%-át adta. A kereszténység Kínába érkezése. Az un. Nesztoriánus Sztélé. An Lusan (An Lushan) és Si Sze-ming (Shi Siming) lázadása.
- 3. Aranykor (Golden Age)

A Szung-dinasztia (Song-dinasztia) kora. Fővárosa, Kajfeng (Kaifeng).
- 4. A Ming-dinasztia (The Ming)

A Ming-dinasztia kora
- 5. Az utolsó császárság (The Last Empire)

A mandzsu hódítás. A Csing-dinasztia (Qing-dinasztia). Kang-hszi császár (Kangxi császár) – nevének jelentése: a Fedhetetlen. A sajátos kínai kapitalizmus kezdetei. A britek megérkezése Kantonba. Az Ópiumháború.
- 6. A forradalom kora (The Age of Revolution)

Az 1830-as évektől. A Tajping-felkelés. A bokszerlázadás. Lu Hszün (Lu Xun). Mao és a Kínai Kommunista Párt.

## Szakértők és alkalmi megszólalók a sorozat egyes epizódjaiban
- Frank Ching
- Tao Tao Liu, Wadham College Oxford
- Jia Lu, Shaobo Lock, Jangcsou (Yangzhou)
- Baoxin Qin
- Bai Bo, Nagy Mecset, Hszian (Xi'an)
- Haitao Zhao. Institute of Archaeology C.A.S.S.
- Omar Mahmud, Turfan
- Yijie Zhuang, University College London
- Yi'e Wang, Kínai Taoista Akadémia (China Daoist Academy)
- Jingyi Jenny Zhao, Trinity Hall Cambridge
- Xiuzhen Janice Li
- Xia Yin
- Andrew Ng, Hotel Patron